# Tabanan (schip, 1908)
De Tabanan was een Nederlandse pakketboot van de Rotterdamse Lloyd. Ze was een zusterschip van de Tambora. Het contract voor de bouw door scheepswerf De Schelde werd op 10 december 1906 getekend. De kiellegging vond op 12 februari 1907 plaats en op 19 maart 1908 werd de Tabanan te water gelaten, in aanwezigheid van prins Hendrik die het schip doopte.
Datzelfde jaar werd de directie van de Rotterdamse Lloyd een model van het schip aangeboden, ter gelegenheid van het 25-jarig bestaan.
Op 12 september 1908 begon ze haar eerste reis. Tijdens de Eerste Wereldoorlog werd de Tabanan uitgerust als hulpkruiser en ze vertrok op 5 juli 1918 uit Den Helder naar Nederlands-Indië, in een konvooi met het passagiersschip Noordam van de Holland-Amerika Lijn, het vrachtschip Bengkalis en het pantserschip Hertog Hendrik.
Op 24 juli 1930 werd ze naar Turkije verkocht, waar ze werd omgedoopt in Ege. Op 25 februari 1954 werd ze naar Italië verkocht om te worden gesloopt.

## Weetje
Op 3 juni 1922 vertrok Jan Somer met de Tabanan van Rotterdam naar Genua.